# Karim Hendawy
Karim Mustafa Hassan Hendawy, parfois orthographié Karim Handawy (en arabe égyptien : كريم هنداوى), né le 11 mai 1988 au Caire, est un handballeur international égyptien évoluant au poste de gardien de but.

## Biographie
Karim Hendawy commence en jouant pour les deux plus grands clubs égyptiens, Al Ahly SC et Zamalek SC. Il accumule ainsi de nombreux titres nationaux et continentaux.
En 2017, Hendawy découvre le handball européen en rejoignant le club turc du Beşiktaş JK. Il y découvre la Ligue des champions, réalise deux triplés Championnat-Coupe-Supercoupe de Turquie en 2018 et 2019 et est élu meilleur joueur du championnat en 2019. Cette année-là, il prend la direction de la Roumanie et du HC Dobrogea Sud Constanța. En 2021, au retour du Championnat du monde, il rejoint le club macédonien du RK Eurofarm Pelister puis, à l'intersaison, retourne au Zamalek SC.

## Palmarès

### Palmarès
Compétitions internationales
- Ligue des champions d'Afrique
  - Vainqueur (2) : 2011, 2017
  - Finaliste (1) : 2014
- Coupe d'Afrique des vainqueurs de coupe
  - Vainqueur (1) : 2010, 2011, 2016
  - Finaliste (2) : 2014, 2015
- Supercoupe d'Afrique
  - Vainqueur (4) : 2010, 2011, 2012, 2021

Compétitions nationales
- Vainqueur du Championnat d'Égypte (7) : 2006, 2008, 2010, 2014, 2015, 2016, 2022
- Vainqueur de la Coupe d'Égypte (3) : 2009, 2014, 2016
- Vainqueur du Championnat de Turquie (2) : 2018, 2019
- Vainqueur de la Coupe de Turquie (2) : 2018, 2019
- Vainqueur de la Supercoupe de Turquie (2) : 2018, 2019

### Sélection nationale
Jeux olympiques
- 9e place aux Jeux olympiques 2016
- 4e place aux Jeux olympiques 2020

Championnats du monde
- 16e place au Championnat du monde 2011
- 16e place au Championnat du monde 2013
- 14e place au Championnat du monde 2015
- 13e place au Championnat du monde 2017
- 8e place au Championnat du monde 2019
- 7e place au Championnat du monde 2021

Compétitions continentales
- Médaille de bronze au Championnat d'Afrique des nations 2014
- Vainqueur aux Jeux africains de 2015
- Vainqueur au Championnat d'Afrique des nations 2016
- Finaliste au Championnat d'Afrique des nations 2018
- Vainqueur au Championnat d'Afrique des nations 2020
- Vainqueur au Championnat d'Afrique des nations 2022

Autres compétitions
- Vainqueur aux Jeux méditerranéens de 2013
- Finaliste aux Jeux méditerranéens de 2022